# Olivia Del Rio

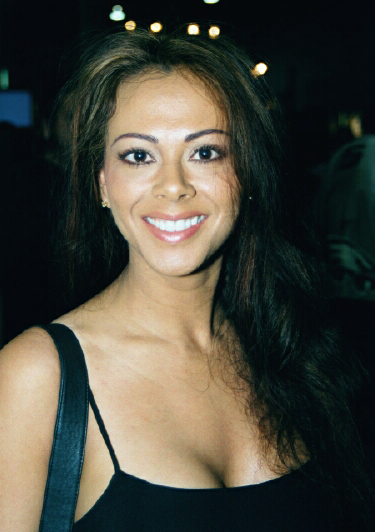
Olivia Del Rio, 2002

Olivia Del Rio (anhörenⓘ; * 16. April 1969 in Rio Casca) ist eine brasilianische Pornodarstellerin.

## Leben
Olivia Del Rio ist in Belo Horizonte als zwölftes von 16 Kindern aufgewachsen, ist verheiratet und hat 2 Kinder. 
Ihren ersten Kontakt zur Pornobranche bekam sie als Haushälterin in der Villa des Pornoregisseurs Patrice Cabanel, in einem Vorort von Paris. Auf die Frage, ob sie eine Szene für ihn drehen wolle, entstanden die ersten Szenen, die im November 1996 veröffentlicht wurden. 
Heute wohnt Olivia Del Rio in Los Angeles und hat in ca. 100 Filmen mitgewirkt. Bekannte Filme mit Olivia Del Rio sind Le Desir dans la Peau, La Débauchée, Lost Angels: Olivia Del Rio, ein Porträt der Produktionsfirma von Michael Ninn, und Beautiful. Sie hatte Szenen in dem im Jahr 2004 bei den AVN Awards als bestem Pornovideo des Jahres ausgezeichneten Film Beautiful und in dem preisgekrönten Porno-Western Rawhide. 2003 spielte sie in einem schwedischen Comedy-Remake der US-Fernsehserie High Chaparall von Martin Persson. Sie war bei den AVN Awards 2004 als „Female Performer of the Year“, und „Best Solo Sex Scene“ für Lost Angels nominiert. Olivia Del Rio produziert inzwischen ihre eigenen Filme und arbeitet auch als Regisseurin.

## Auszeichnungen
- FICEB Award (International Erotic Film Festival of Barcelona) 2002: Ninfa als Best Actress in Apasionadas y Coquetas
- AVN Award 2004: Nominierung als Female Performer of the Year
- AVN Award 2004: Nominierung für Best Solo Sex Scene in Lost Angels
- AVN Award 2004: Nominierung für Most Outrageous Sex Scene in Beauty Mates with Beast/Flesh Circus
- 2025: Aufnahme in die AVN Hall of Fame[1]